# Jakov Michajlovič Jurovskij
Jakov Michajlovič Jurovskij, (in russo Яков Михайлович Юровский?), pseudonimo di Jankel' Chaimovič Jurovskij (Tomsk, 19 giugno 1878 – Mosca, 2 agosto 1938), è stato un rivoluzionario russo.
È noto per aver eseguito, il 17 luglio 1918, la condanna a morte dell'ultimo zar Nicola II e di tutta la sua famiglia.

## Biografia

### Giovinezza
Ottavo di dieci figli in una famiglia ebraica operaia di Tomsk, entrò in contatto con i movimenti operai come orologiaio. Durante la Rivoluzione russa del 1905, entrò in contatto con il movimento bolscevico e ne divenne membro attivo. Arrestato dall'Ochrana, fu esiliato e si stabilì a Berlino.

### Carriera rivoluzionaria
Disertando durante la Rivoluzione di febbraio del marzo 1917, tornò a Ekaterinburg, dove in autunno divenne membro del Soviet degli Urali e si guadagnò, con la sua rigorosa, fredda e spiccata professionalità, la fama di efficiente funzionario sovietico. Nello stesso anno, con la Rivoluzione d'ottobre e la presa del potere dei bolscevichi, fu eletto deputato regionale e commissario di giustizia, oltre a guadagnare un posto di rilievo nella čeka di Ekaterinburg.
All'inizio di giugno, Ekaterinburg stava cadendo nelle mani delle forze bianche controrivoluzionarie. Nel timore che lo zar deposto Nicola II e la sua famiglia, detenuti nella città, potessero essere liberati, il Soviet degli Urali decretò la loro fucilazione: la decisione fu approvata da Jakov Michajlovič Sverdlov come rappresentante del Soviet centrale di Mosca, d'accordo con Lenin. Jurovskij fu incaricato di occuparsi personalmente della preparazione, dell'esecuzione e del successivo occultamento: tra i Romanov e le persone che le avevano seguite, sarebbero morte undici persone.
Nonostante gli sforzi di Jurovskij e dei suoi uomini di occultare nel modo più assoluto ogni traccia dell'esecuzione, i resti nella cava dei quattro fratelli furono portati alla luce nel 1979.

### Gli ultimi anni
Dopo i fatti di Ekaterinburg, venne trasferito a Mosca, dove lavorò all'inventario degli oggetti personali, dei diari e delle carte intime della famiglia Romanov. Nel 1920, verso il termine della guerra civile russa, tornò a Ekaterinburg, ripresa dall'Armata Rossa, e stilò un dettagliato racconto sulle circostanze e le modalità dell'eliminazione dei Romanov, rivelando anche l'esatta ubicazione della sepoltura. Nel 1934, nel periodo delle purghe staliniane, sua figlia fu arrestata e deportata in un campo di lavoro. Nel 1937, malato di cuore e di ulcera, venne ricoverato all'ospedale del Cremlino. Morì il 2 agosto 1938.